# André Burakovsky
André Burakovsky (ur. 9 lutego 1995 w Klagenfurt am Wörthersee, Austria) – szwedzki hokeista, reprezentant Szwecji.
Urodził się w rodzinie pochodzenia rosyjsko-żydowskiego. Jego dziadek Benny (1943-2007), ojciec Robert (ur. 1966) i wujek Mikael (ur. 1977) także byli hokeistami. Urodził się w Austrii, gdzie jego ojciec wówczas grał w drużynie EC KAC.

## Kariera klubowa
- Malmö U16 (2009–2010)
- Malmö J18 2 (2010–2013)
  -  Skåne (2010–2011)
- Malmö J20 (2011–2013)
- Malmö Redhawks (2011–2013)
- Erie Otters (2013-2014)
- Washington Capitals (2014-2019)
  -  Hershey Bears (2014-2015)
- Colorado Avalanche (2019-2022)
- Seattle Kraken (2022-)

Wychowanek klubu Malmö IF, w którym rozwijał się w kolejnych grupach wieku juniorskiego. W KHL Junior Draft w 2012 został wybrany przez Sibir Nowosybirsk. W marcu 2012 podpisał roczny kontrakt z zespołem seniorskim i w sezonie 2012/2013 jako osiemnastolatek grał w jego barwach w drugoligowych rozgrywkach Allsvenskan. W 2013 został wybrany w drafcie do kanadyjskiej ligi juniorskiej CHL przez amerykański zespół Erie Otters z numerem 4 oraz w drafcie NHL z 2013 został wybrany przez amerykański klub Washington Capitals. W sierpniu 2013 podpisał kontrakt z Otters, a ponadto we wrześniu umowę wstępującą z Capitals na występy w NHL. Wyjechał do Kanady i w sezonie 2013/2015 grał w barwach Erie w lidze juniorskiej OHL. Od 2014 był zawodnikiem kadry Washington Capitals w NHL. W połowie 2017 przedłużył tam kontrakt o dwa lata. Po pięciu sezonach gry w stolicy USA, w połowie 2019 przeszedł do Colorado Avalanche, podpisując roczną umowę. W październiku 2020 prolongował kontrakt o dwa lata. W lipcu 2022 związał się pięcioletnim kontraktem z Seattle Kraken.

## Kariera reprezentacyjna
Został reprezentantem Szwecji. Uczestniczył w turniejach mistrzostw świata do lat 17 w 2012, do lat 18 edycji 2012 i 2013, do lat 20 edycji 2014. W barwach seniorskiej kadry kraju uczestniczył w turnieju mistrzostw świata 2016.

## Sukcesy
Reprezentacyjne
- Srebrny medal mistrzostw świata juniorów do lat 18: 2012
- Srebrny medal mistrzostw świata juniorów do lat 20: 2014

Klubowe
- Puchar Stanleya: 2018 z Washington Capitals

Indywidualne
- Sezon J20 SuperElit 2011/2012: pierwsze miejsce w klasyfikacji kanadyjskiej wśród juniorów do lat 17: 42 punkty